# Роланд
Роланд или Ролан (Roland, Hruotland, Hruodland, Orlando, Rolando, Errolan; * 736; † 15 август 778) е граф на Бретонската марка (Cenomanien-um Angers) във франкското царство на Карл Велики. Известен е предимно от „Песен за Роланд“ (старофренска епическа поема, приемана за родоначалник на рицарската поезия - творбите на Волфрам фон Ешенбах, Кретиен дьо Троа и т.н.).
Вероятно е племенник на Карл Велики, за което няма сигурни доказателства, и син на граф Мило от Angers (Cenomanien).
Той е военачалник във войската на Карл Велики. Погребан е в Blaye до Бордо в Аквитания.
Като паладин на могъщия Карл Велики за Роланд през 14 век издигат статуи в много градове.
Той е главен герой в Песента за Роланд от 1100 г., до 16 век в „Orlando Innamorato“ от Matteo Maria Boiardo и в продължението „Orlando furioso“ от Ариосто, публикувано 1835 г. Там е описано, че има рог „Олифант“ и чудотворен меч „Дюрандал“, изкован от Виланд.
През 1778 г. италианският композитор Николо Пичини създава операта „Роланд“.